# Austrolimnophila agathicola
Austrolimnophila agathicola là một loài ruồi trong họ Limoniidae. Chúng phân bố ở miền Australasia.